# Pietro Forquet
Pietro Forquet (Napoli, 2 luglio 1925 – 27 gennaio 2023) è stato un giocatore di bridge italiano, uno dei più famosi protagonisti del bridge, componente di quel Blue Team che, con 15 titoli mondiali vinti, ha dominato per lungo tempo la scena mondiale della disciplina.

## Biografia
Nacque a Napoli, discendente di una nobile famiglia napoletana di antiche origini francesi.
Fu membro del famoso Blue Team, nel quale giocò con Eugenio Chiaradia, Guglielmo Siniscalco, e, per la maggior parte, con Benito Garozzo, con il quale, per tutti gli anni '60, formò una delle coppie più forti di tutta la storia del bridge. Oltre che per il gioco eccellente, era famoso per i suoi nervi d'acciaio.
Insieme a Garozzo fu autore, nel 1967, di un libro divulgativo sul sistema di licitazione del Blue Team, il sistema napoletano degli anni '50 con le modifiche introdotte dalla loro collaborazione. Il testo fu tradotto in inglese due anni dopo con il titolo The Italian Blue Team bridge book (1969).
Nel 1971 scrisse Gioca con il Blue Team, uscito in inglese con il titolo Bridge with the Blue Team, "ampiamente considerato come la migliore silloge di smazzate di bridge mai realizzata", considerato un testo di riferimento, lettura obbligata per chiunque voglia dedicarsi in modo serio al gioco del bridge.
Forquet è morto nel 2023, all'età di 97 anni.

## Vita privata
Sposatosi con Giuliana Sbordone, ebbe due figli: Eraldo (1965) e Fabrizio (1967–2016), giornalista.

## Controversie
Nel 2018 è uscito un libro titolato Under the Table, scritto da Avon Wilsmore, dove, con un lavoro meticoloso (circa 400 pagine), vengono analizzate moltissime smazzate del famoso Blue Team, con la conclusione che gli azzurri (ma non solo), compreso Forquet, imbrogliavano. Forquet è stato invitato a rispondere alle accuse assieme a Benito Garozzo, ma entrambi non hanno voluto replicare.

## Pubblicazioni
- con Vladimiro Grgona, Benito Garozzo, Carl'Alberto Perroux, Bridge, Mondadori, 1966.
- con Benito Garozzo ed Enzo Mingoni, Il Fiori Blue Team. Sistema licitativo giuocato da Pietro Forquet e Benito Garozzo, campioni mondiali e olimpionici di bridge, Milano, Ed. Prati, 1967, OCLC 59797539.
  - Traduzione inglese: (EN) The Italian Blue Team bridge book, New York, Grosset & Dunlap, 1969,  p. 274, OCLC 77773.
  - Traduzione inglese: (EN) The Italian Blue Team bridge book, Londra, Cassell & Co, 1970,  p. 274, OCLC 77773.
  - Traduzione francese: (FR) Le Trèfle "blue -team", con la collaborazione di Claude Delmouly, Raoul Farahat, Enzo Mingoni e Léon Yallouze, Parigi, Éditions de presse spécialisée, 1968, OCLC 460460557.
- Gioca con il Blue Team, Milano, Ugo Mursia editore, 1971.
  - Traduzione inglese: (EN) Ron Klinger (a cura di), Bridge with the Blue Team, traduzione di Helen Thompson, Sydney, A.B. Publications (in association with George Havas), 1983,  p. 384, ISBN 0-9599178-2-9, OCLC 27615808.
  - Traduzione inglese: (EN) Ron Klinger (a cura di), Bridge with the Blue Team, traduzione di Helen Thompson, Londra, P. Gollancz, 1987,  p. 384, ISBN 0-575-06391-2, OCLC 27615808.
  - Il libro ha conosciuto anche un'edizione cinese nel 1990: (ZH) Lan dui qiao pai, traduzione di Ji Yong Lin, 世界文物出版社, 1990, OCLC 424718859.

## Risultati nel bridge
Campionati del mondo
Forquet ha vinto quindici volte il titolo mondiale, sempre come uno dei sei giocatori del team di quattro:
- 12 volte il Bermuda Bowl: 1957, 1958, 1959, 1961, 1962, 1963, 1965, 1966, 1967, 1969, 1973, 1974.
- 3 volte il World Open Team Olympiad: 1964, 1968, 1972.

Runners-up 
- Bermuda Bowl: 1951, 1976.
- Olympiad 1976

Campionarti europei
- 5 European Open Teams: 1951, 1956, 1957, 1958, 1959

Runners-up: nessuno